# Lago Pistono
O Lago Pistono (em italiano:  Lago Pistono), também conhecido como Lago de Montalto (em italiano:  Castello di Montalto), é um lago da Itália localizado em Montalto Dora, Piemonte.

## Descrição
O lago tem uma superfície de 0,12 km², uma bacia de 2,8 km² e está situado a uma altitude de 280 metros acima do nível do mar. Faz parte de um grupo de cinco lagos de origem glacial, que inclui também o Lago Sírio, o Lago Nero, o Lago de Campagna e o Lago San Michele. É alimentado pelo Rio Montesino, que coleta água descendo da Punta Montesino, enquanto, na extremidade oeste, há um canal artificial que antigamente abastecia um moinho. O fluxo de saída da água é regulado por uma pequena barragem.
Todo o lago é circundado por uma trilha. No lado norte, no topo do Monte Crovero, ergue-se o imponente Castelo de Montalto Dora, cuja imagem se reflete nas águas do lago abaixo.

## Parque Arqueológico
Graças a uma campanha de escavação arqueológica conduzida pela Superintendência de Arqueologia, Belas Artes e Paisagem de Turim, vestígios de uma aldeia lacustre datada do Neolítico foram descobertos nas margens do lago em junho de 2003.
Em 2005, foi lançado um projeto cultural e turístico que culminou, em 2012, com a inauguração de um espaço expositivo apresentando os artefatos descobertos durante as escavações. Posteriormente, em 2017, foi aberto um parque arqueológico à beira do lago, onde estruturas neolíticas foram reconstruídas em escala real.

## Proteção da Natureza
O lago faz parte do Sítio de Importância Comunitária conhecido como Laghi di Ivrea (código IT1110021), estabelecido pela Diretiva 92/43/CEE (Diretiva Habitats) e designado como uma Área Especial de Conservação.

## Galeria

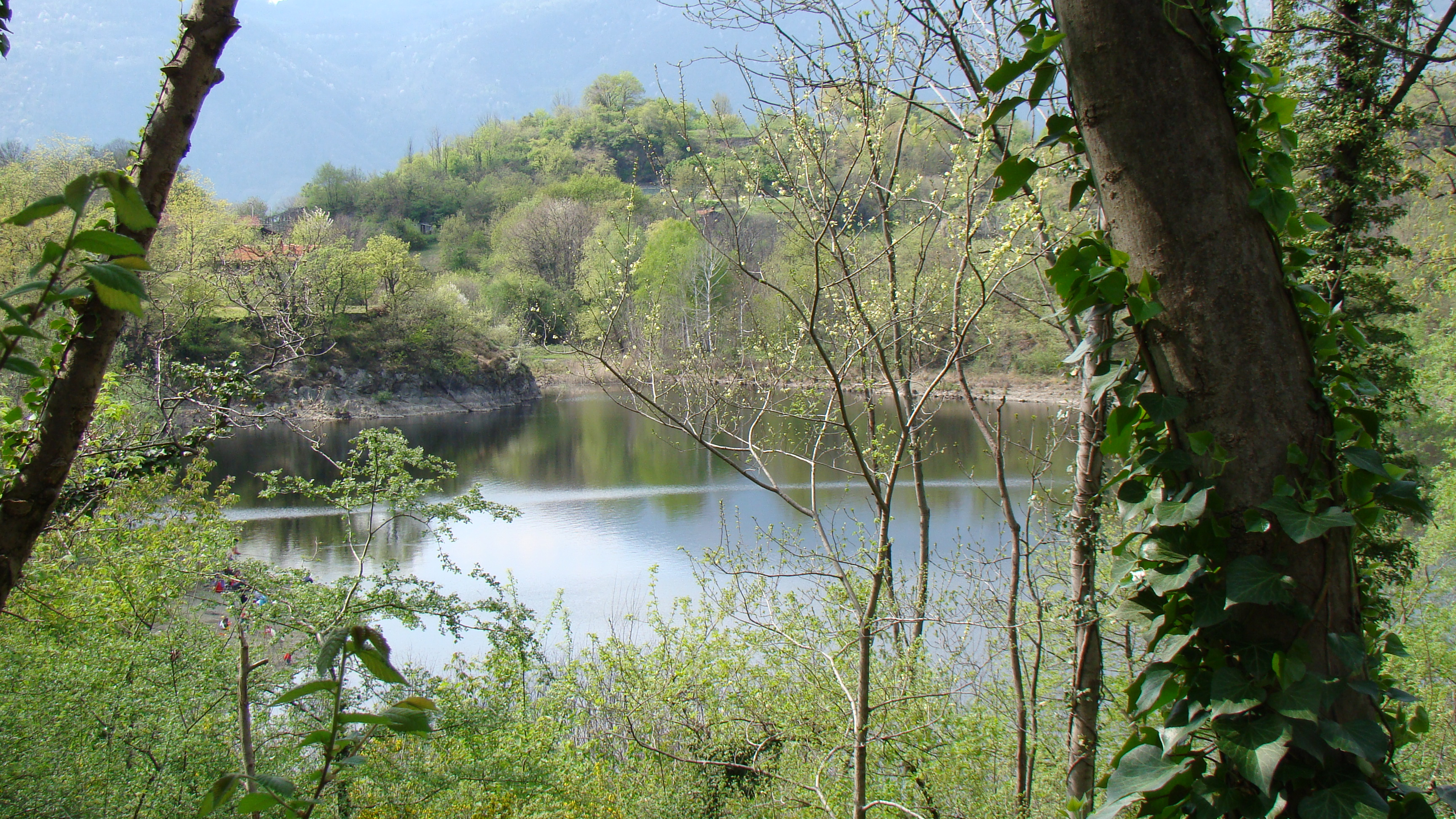
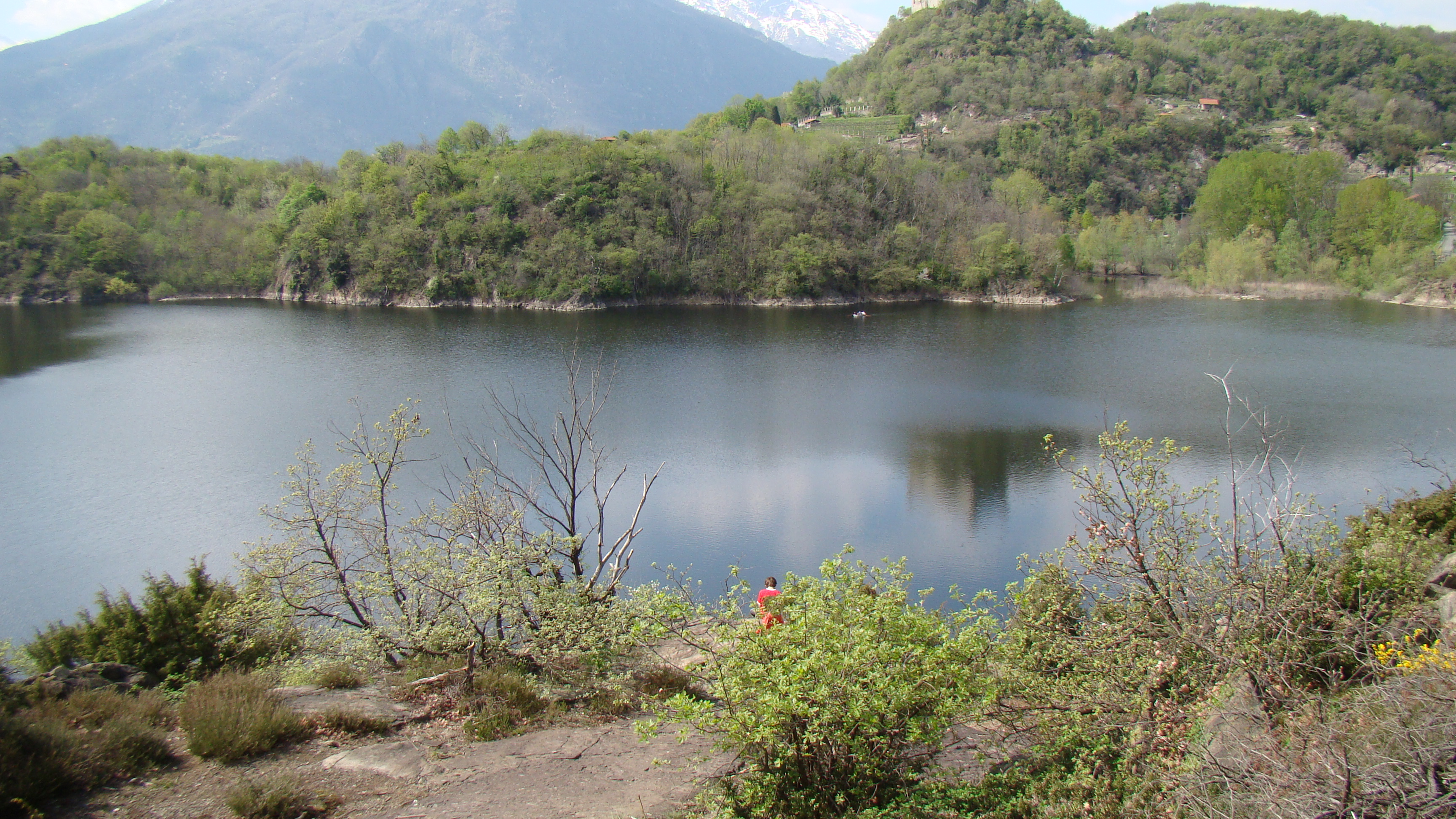
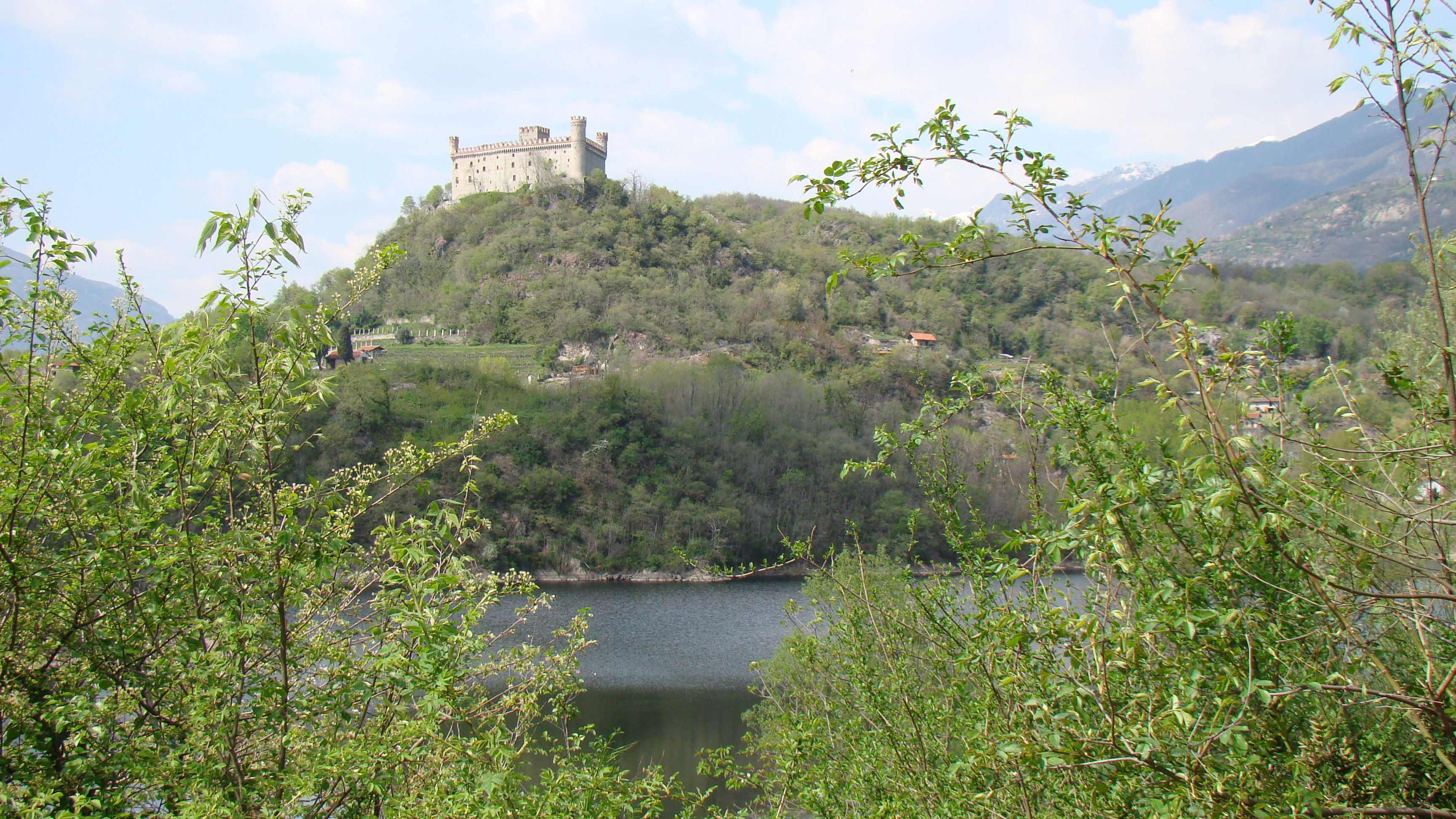